# Lợn chân la
Lợn chân la (Mulefoot) là một giống lợn nội địa được đặt tên cho những con móng còn nguyên vẹn, không bị chẻ đôi. Những chiếc móng này có hình thù giống như móng của con la. Những con lợn này thường có màu đen, trong những dịp hiếm hoi có những mảng trắng. Chúng có mõm dài từ từ hội tụ xuống, dựng lên, tai mềm và tóc ngắn, sáng bóng. Khuôn mặt của chúng tương tự như của một con lợn rừng. Chúng thường đạt trọng lượng từ 400 đến 600 pound (180 đến 270 kg), với lợn nọc trung bình 550 pound (250 kg) và lợn nái 450 pound (200 kg). Lợn nái được gọi là bà mẹ tốt, có lứa đẻ trung bình từ 5 đến 6 heo con.

## Lịch sử
Lợn chân la (Mulefoot) có khả năng có nguồn gốc từ lợn mang đến Bờ biển vùng Vịnh bởi người Tây Ban Nha, tuy nhiên, chính xác khi chúng bắt nguồn từ động vật syndactyl thì không rõ ràng. Trong khi những con lợn có móng guốc duy nhất được tìm thấy trong các tác phẩm ở xa như Aristotle, thì lợn Mulefoot là quần thể duy nhất được coi là giống, có một loại tiêu chuẩn đã được thiết lập. Loài này có thể liên quan đến heo con lợn Choctaw, và có thể có chung một tổ tiên giống nhau. 
Các loài động vật gốc Tây Ban Nha được quản lý tối thiểu, với một số giống chọn lọc, tiếp tục vào cuối những năm 1800. Các tiêu chuẩn giống cho cá chân trắng phát triển vào khoảng năm 1900. Giống lợn này được nhìn thấy chủ yếu ở vành đai ngô và thung lũng sông Mississippi. Đầu thế kỷ 20 đã nhìn thấy giống lợn này ở đỉnh cao của sự phổ biến của nó, với hơn 200 đàn thuần chủng và hai hiệp hội giống. Đồng thời, một số con lợn Mulefoot đã được xuất khẩu sang Canada, nhưng dân số không được duy trì. 
Vào giữa thế kỷ 20, dân số bắt đầu suy giảm và đến năm 1964, một nhà lai tạo, R.M. Kỳ nghỉ của Louisiana, Missouri, đã thiết lập những gì sẽ trở thành đàn lợn thuần chủng cuối cùng của lợn Mulefoot. Ông đã mua lợn từ tất cả các nhà lai tạo thuần chủng đã biết, và sử dụng giống chọn lọc để duy trì tiêu chuẩn giống. Đến năm 1976, các cơ quan đăng ký cho giống ngựa đã đóng cửa và các cuốn sách về đàn, phả hệ và các thông tin đăng ký khác đã bị mất. 
Năm 1993, Mark Fields và Hiệp hội Bảo tồn giống vật nuôi Mỹ (sau này là Bảo tồn Chăn nuôi) bắt đầu làm việc với Holiday để thiết lập lại cơ quan đăng ký giống và mở rộng chương trình nhân giống cho các trang trại bổ sung. Tính đến năm 2013, The Consestock Conservancy coi Mulefoot là cực kỳ nguy cấp, một phân loại được đưa ra cho các giống với số lượng ít hơn 2.000 và đăng ký hàng năm dưới 200. Tính đến năm 2006, ước tính có ít hơn 200 con lợn thuần chủng thuần chủng trong sự tồn tại. Trang trại Maveric đã tiếp quản trách nhiệm bảo tồn giống chó chân trắng vào năm 2006. Cho đến nay, họ đã đặt các nhóm giống trên hơn 40 trang trại trên toàn nước Mỹ.